# .在线
“.在线”是域名系统（DNS）中的新通用顶级域名（gTLD）。据该域名注册局自称，2014年，全球已有53家注册商提供“.在线”的域名。